# Sebestyén Tinódi Lantos
Pour les articles homonymes, voir Sebestyén et Lantos.
Dans le nom hongrois Tinódi Lantos Sebestyén, le nom de famille précède le prénom, mais cet article utilise l’ordre habituel en français Sebestyén Tinódi Lantos, où le prénom précède le nom.
Sebestyén Tinódi « Lantos » (ca. 1510 - 1556) est un parolier, un poète épique et un ménestrel hongrois du XVIe siècle.

## Biographie
Son enfance est obscure. Sebestyén fréquente diverses écoles, étudie le latin et excelle dans la musique écrite. Il sert dans l'armée entre 1535, et en 1539 est blessé, ce qui le rend inapte à rester au service de l'armée. En 1541, une invasion turque fait sur lui grande impression. Il devient dès lors un poète politique, ses œuvres exprimant la nécessité de résister à l'envahisseur.
Il fonde une famille, visite le parlement et divers champs de bataille, sujets qu'il raconte en vers. Il met par la suite ses poèmes en musique et les accompagne d'un luth, d'où son surnom Lantos : « le joueur de luth ». Ses chansons sont reconnues comme une importante mise en chronique des événements courants par le palatin Tamás Nádasdy au cours de l'année 1545, lorsque ce dernier le recommande au Parlement. 1546-1551 est une période de paix. L'année 1552 marque le début d'une nouvelle campagne militaire turque, à nouveau mise en chronique par Sebestyén.
Le roi le reconnait officiellement en 1553 comme un chroniqueur traitant sous forme de poèmes les événements historiques de son temps, et lui confère des lettres de noblesse. Le recueil de ses travaux est publié en 1554. Il voyage en Transylvanie vers la fin de vie avant de s'éteindre en 1556.

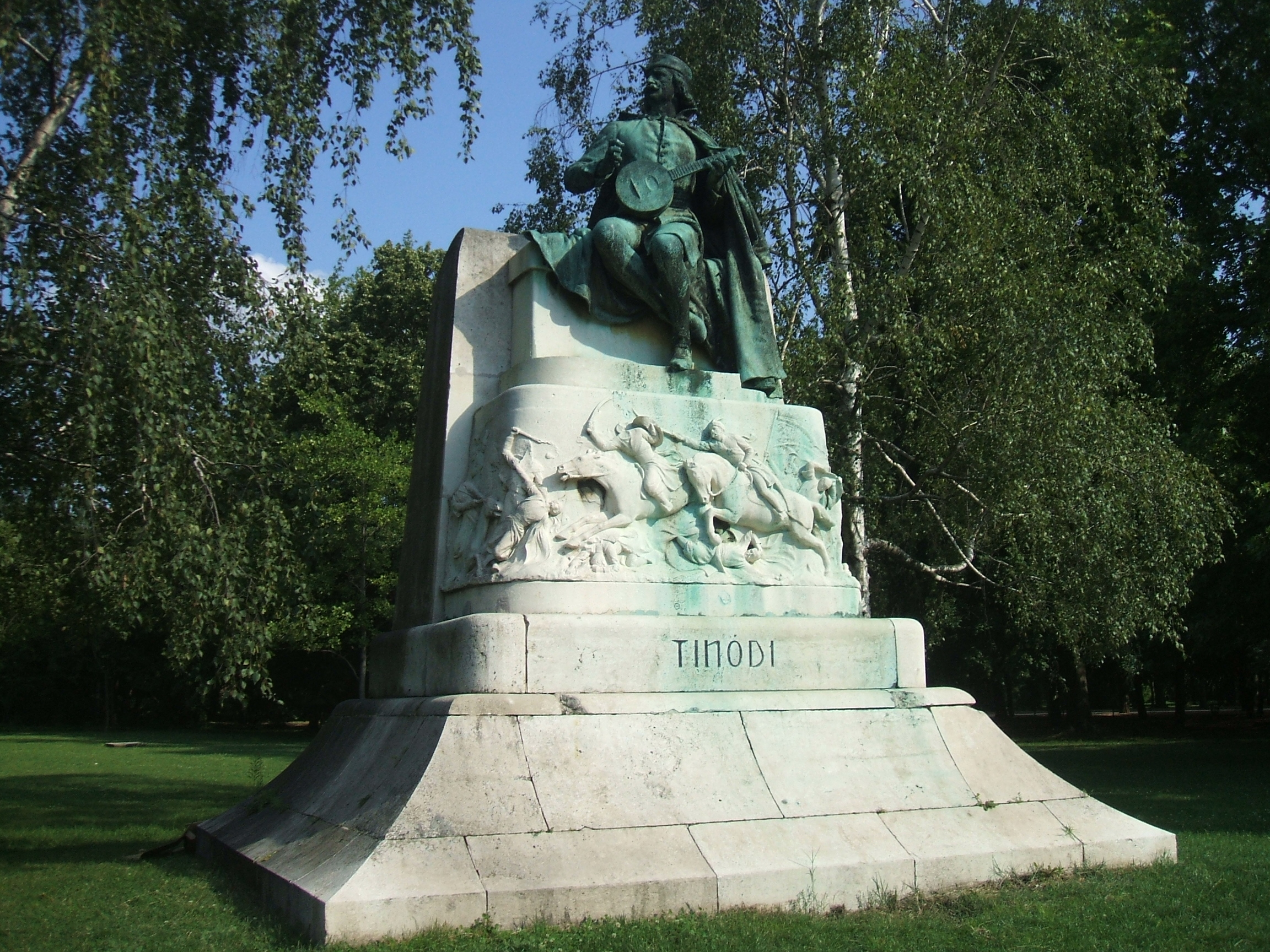
Sculpture commémorative, Népliget, Budapest
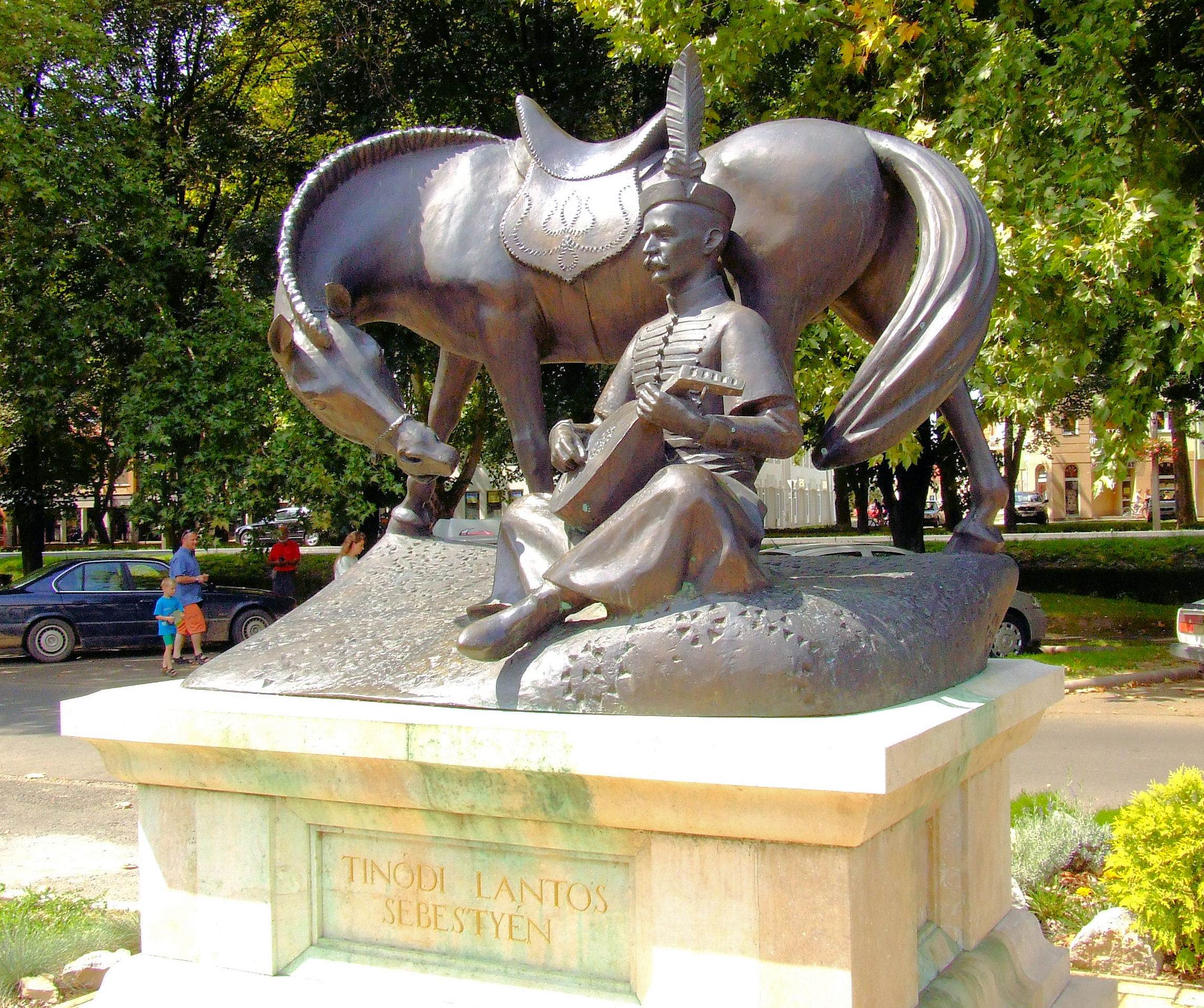
Sculpture commémorative, Dombóvár
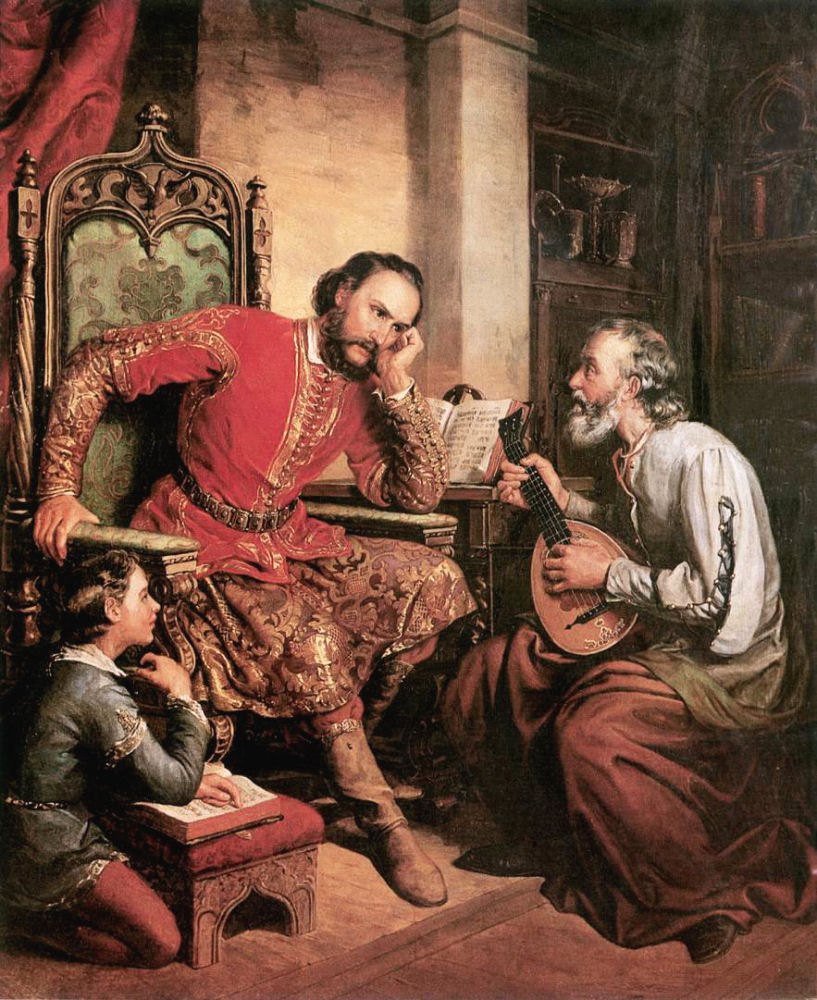
Le Palatin Tamás Nádasdy et Tinódi, par Soma Orlai Petrich (en), 1855

## Sources, bibliographie
- Notices d'autorité :   - VIAF
  - ISNI
  - BnF (données)
  - IdRef
  - LCCN
  - GND
  - Pays-Bas
  - Pologne
  - Israël
  - NUKAT
  - WorldCat
- Szakály Ferenc, Lantos és krónikás. Tinódi (História 1981/2)
- Révai nagy lexikona, XVIII. kötet 2. rész, pp. 281-282 : « Tinódi Sebestyén »